# アミューズメントヴィジョン

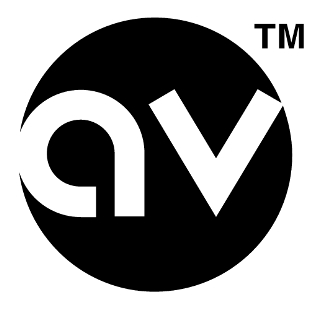

株式会社アミューズメントヴィジョン（Amusement Vision, Ltd.）は、かつて存在したセガの開発子会社。社長は名越稔洋。
『デイトナUSA』、『スパイクアウト』のようなアーケードゲームの開発で知られるセガの特別な研究開発部門だった第4ソフトウェア研究開発部（旧第11AM研究開発部）が母体となり、2000年7月1日に設立されたセガのセカンドパーティーである。2003年10月1日のグループ再編で、スマイルビットからスポーツゲーム以外の作品の権利と開発業務を譲渡された。
セガとサミーが統合され、持株会社・セガサミーホールディングスが形成されたのち、2004年7月1日に、セガの他の開発子会社セガワウ、SEGA-AM2、ヒットメーカー、スマイルビット、ソニックチーム、デジタルレックスと共に再びセガに統合された。

## 作品
- プラネットハリアーズ
- モンキーボール
- バーチャストライカー3 ver.2002
- バーチャストライカー4
- Ollie King
- スパイカーズバトル
- F-ZERO AX
- F-ZERO GX